# Municipio de Eno
El municipio de Eno (en inglés: Eno Township) es un municipio ubicado en el  condado de Orange en el estado estadounidense de Carolina del Norte. En el año 2000 tenía una población de 6.092 habitantes.

## Geografía
El municipio de Eno se encuentra ubicado en las coordenadas 36°5′23.91″N 79°2′34.48″O / 36.0899750, -79.0429111.